# Kragan (Kragan)
Kragan is een bestuurslaag in het regentschap Rembang van de provincie Midden-Java, Indonesië. Kragan telt 3619 inwoners (volkstelling 2010).